# Tibetaanse muziek
Tibetaanse muziek is muziek die afkomstig is van Tibetaanse artiesten in Tibet en de omringende Himalaya-regio, maar ook van Tibetaanse ballingen in onder meer India, Bhutan, Nepal.

## Historisch

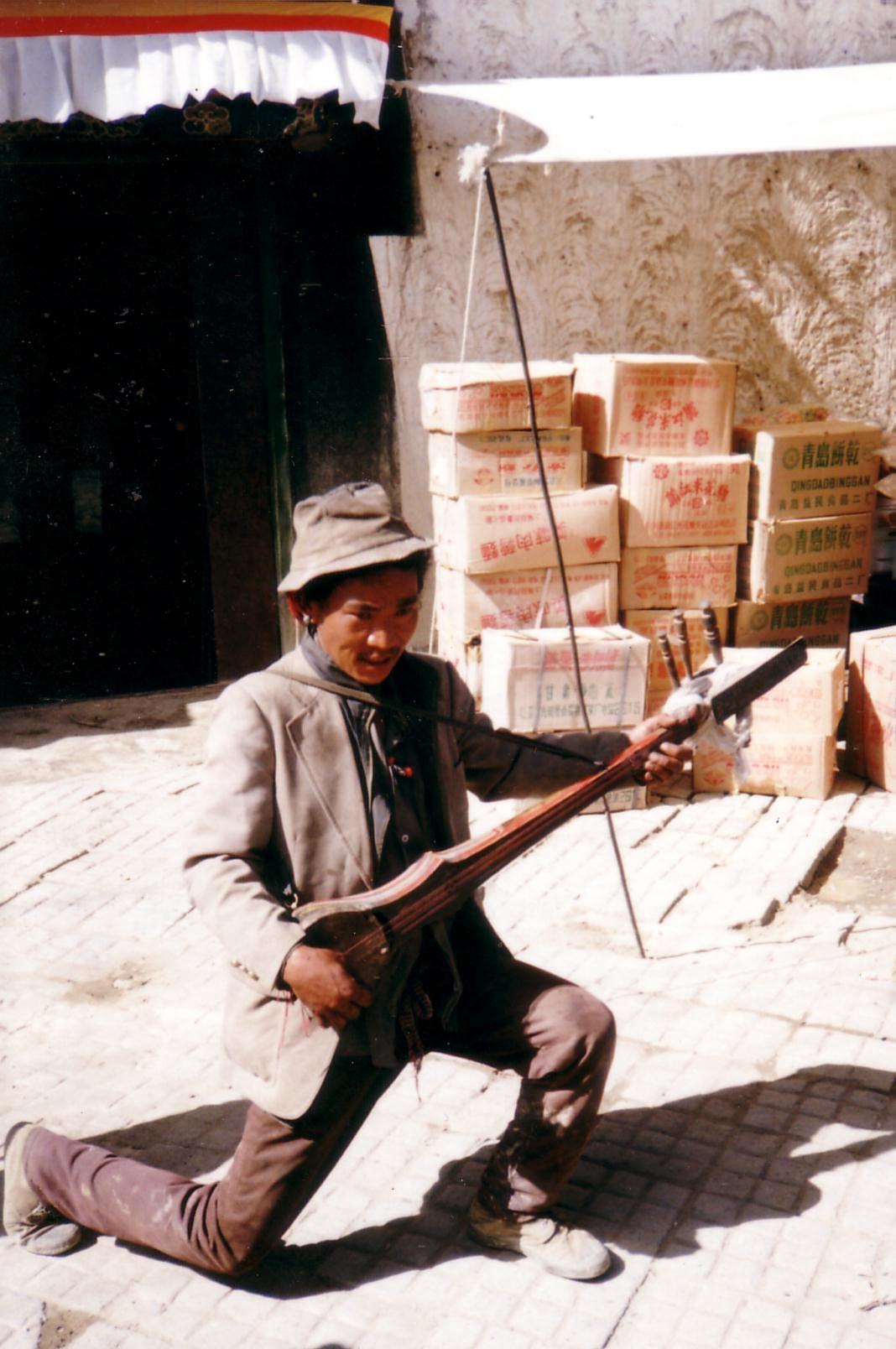
Straatmuzikant, Shigatse, 1993

De Lama Mani-traditie – de vertelling van boeddhistische parabelen door middel van zang – dateert terug tot de 12e eeuw. De liederen werden uitgevoerd door wandelende verhalenvertellers die van dorp naar dorp reisden, puttend uit hun eigen, vaak bescheiden herkomst. Hun verhalen brachten ze aan mensen van allerlei achtergrond. Levendige, geïllustreerde boeddhistische thangka's hebben beeltenissen nagelaten van de vertellers en hielpen het publiek te begrijpen wat er in wezen werd onderricht.
Tibetaanse straatliederen waren een traditionele vorm van expressie die vooral een populair middel waren voor politieke en ander commentaar, in een land waar vroeger geen kranten of andere vormen van massacommunicatie voorkwamen. Ze verschaften politiek en sociaal commentaar en satire en zijn een goed voorbeeld van een troubadourstraditie, vergelijkbaar met het middeleeuwse Europa of, recenter, de rol die de calypso's hadden in Brits West-Indië. Een lyrisch lied kende in Tibet gewoonlijk coupletten van vier regels van zes lettergrepen elk. De teksten konden gemakkelijk ingepast worden in bijna elke melodie.
Er bestaat ook seculiere Tibetaanse muziek, onder andere bevorderd door het Tibetaans Instituut voor Podiumkunsten, dat gevestigd is in McLeod Ganj, nabij Dharamsala in India. Dit instituut is gespecialiseerd in lhamo, een operastijl met dansmuziek zoals toeshey en nangma. Een van de bekendste lhamo-groepen in de wereld is Chaksam-pa die is opgericht door Tibetanen uit San Francisco. Nangma is tegenwoordig nog steeds populair in karaokebars in Lhasa. Een andere vorm van klassieke muziek die nog steeds bij speciale rituelen en ceremonies wordt opgevoerd is gar. Verder is de a capellastijl lu in zwang en zijn er epische troubadours die het beroemde Epos van koning Gesar voordragen.
Een groep die in de jaren '90 wereldwijd optrad met traditionele muziek, is Gang Chenpa. Omdat de bandleden Namgyal Lhamo, Kelsang Chukie Tethong en Tobden Gyaltso ver uit elkaar woonden, gingen ze later solo verder.

## Chanten

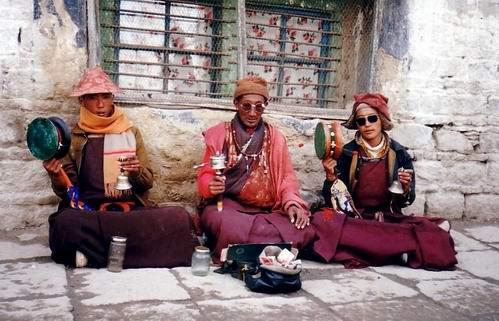
Drie monniken, Lhasa, 1993

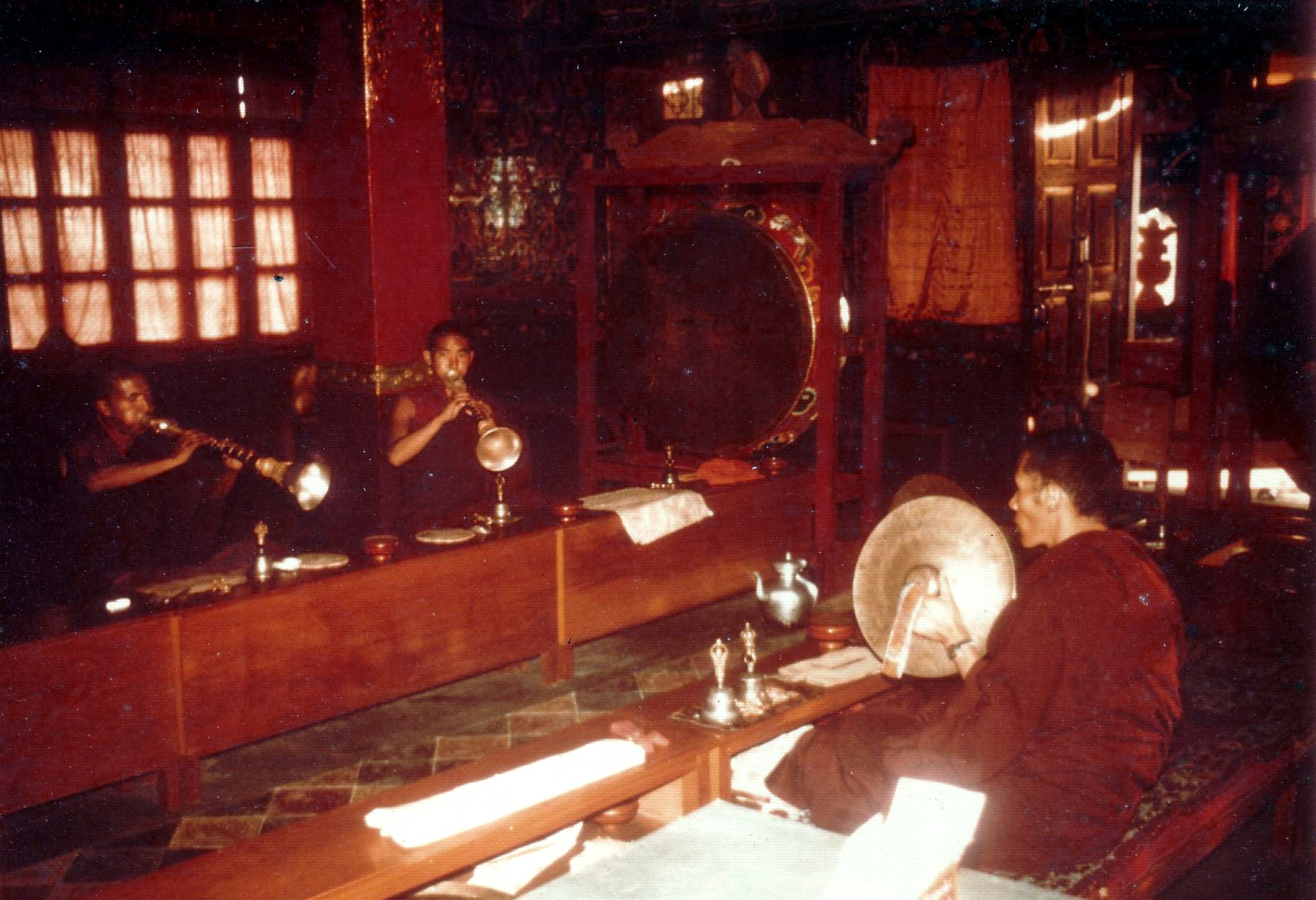
Tibetaanse monniken, 1973

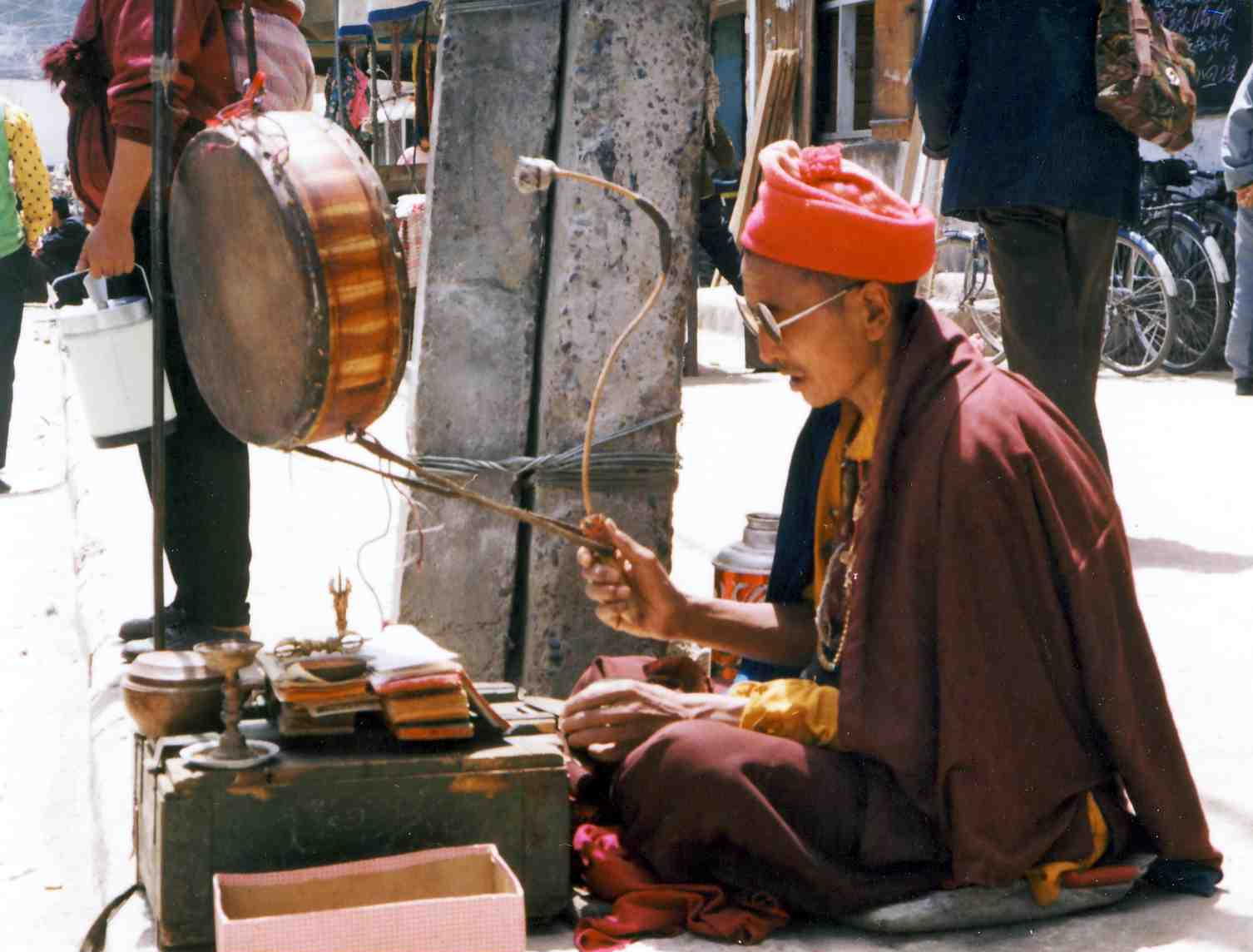
Mediterende monnik in Lhasa

Traditionele Tibetaanse muziek is in het algemeen sterk religieus getint. Er wordt vaak gechant in het Tibetaans in relatie tot het Tibetaans boeddhisme of Bön. Deze chanten zijn complex en bestaan vaak uit recitaties van heilige teksten of in vieringen van verschillende festivals. Er bestaan verschillende stijlen, zoals yang-chant die wordt uitgevoerd zonder muziekmaat en wordt begeleid door drums en lage, aangehouden lettergrepen. Tot andere stijlen behoren de gelugschool en de romantische muziek van de scholen nyingma, sakya en kagyü.
De liturgische chanten worden gezongen door monniken, vooral in koren met keelklanken, en kunnen gewijd zijn aan meditatie, maar ook aan openlijke ceremonies. Ze kunnen meer dan een uur duren en worden antifonisch gezongen, met variaties tussen de koren en de muziekpartijen. De woorden zijn onttrokken aan de heilige tekst bKa'-'gyur (ontvangst van de woorden van Boeddha). Hij bestaat uit een soort partitie (dbyangs-yig) voor zijn uitvoering. Deze chanten hebben een Indische oorsprong en bij de uitvoering wordt een bourdon gebruikt.
Twee Tibetaanse zangeressen die veel in het westen optreden in deze muziekstijl zijn de Tibetaanse Yungchen Lhamo die via Australië naar de Verenigde Staten verhuisde en de in Zwitserland wonende Tibetaanse Dechen Shak-Dagsay. Zij werd geboren in Zwitserland en zong ook mee in de filmmuziek van Little Buddha van Bernardo Bertolucci.
Er zijn drie soorten chanten:
- Reciterend zonder maat
- Gdang, een koorlofzang in unisono in een langzaam tempo en een sierlijk ritme ter ondersteuning van de meditatie
- Dbyangs ("vocaal"), een harmonische keelchant

De chanten worden begeleid door blaasinstrumenten en percussie (drie sonoren), vaak gespeeld in paren
- rgya gling (hobo's)
- rkang gling en dung (jachthoorns)
- dungkhar, (een schelptrompet)
- gsil snyan, rnga en damaru (trommels)
- gsil snyan en rol mo (bekkens)
- dril bu (klokken)

## Populair en modern
Tibetaanse muziek heeft een groot effect gehad op Westerse muziek, in het bijzonder op new age. De eerste mengeling hiervan was Tibetan Bells, een release uit 1971 van Nancy Hennings en Henry Wolff. Verder hielp de soundtrack van Kundun van Philip Glass Tibetaanse muziek een betere bekendheid buiten Tibet te geven. Voor deze filmmuziek werd Glass in 1997 genomineerd voor een Academy Award. Ook componeerde hij de muziek voor de film Compassion in Exile: The Life of the 14th Dalai Lama.
Buitenlandse stijlen van popmuziek hebben in wisselwerking een grote impact gehad in de Tibetaanse populaire muziek. Het Indische ghazal en filmi zijn erg populair, net als rock-'n-roll die Tibetaanse muzikanten als Rangzen Shonu voortbracht. Sinds de ontspanning van enkele wetten in de jaren '80, werd de Tibetaanse taal geïntroduceerd in rap door Tibetaanse artiesten als Yadong, Dadon (nu in de VS), Jampa Tsering en Jamyang Kyi. Alan is de eerste en Tibetaanse artiest die doorbreekt in het Japanse J-pop. Enkele tientallen jaren later volgde de Sichuanse alan. Populaire Tibetaanse zangeressen in China zijn bijvoorbeeld Han Hong, Tseten Dolma, Soinam Wangmo en Yangjin Luma.
Loten Namling is een Tibetaan die sinds 1989 in Zwitserland woont en traditionele Tibetaanse muziek combineert met hedendaagse Tibetaanse cultuur. Hij begeleidt zijn muziek met het snaarinstrument dramyen en noemt zijn stijl Tibet Blues.

## Instrumenten

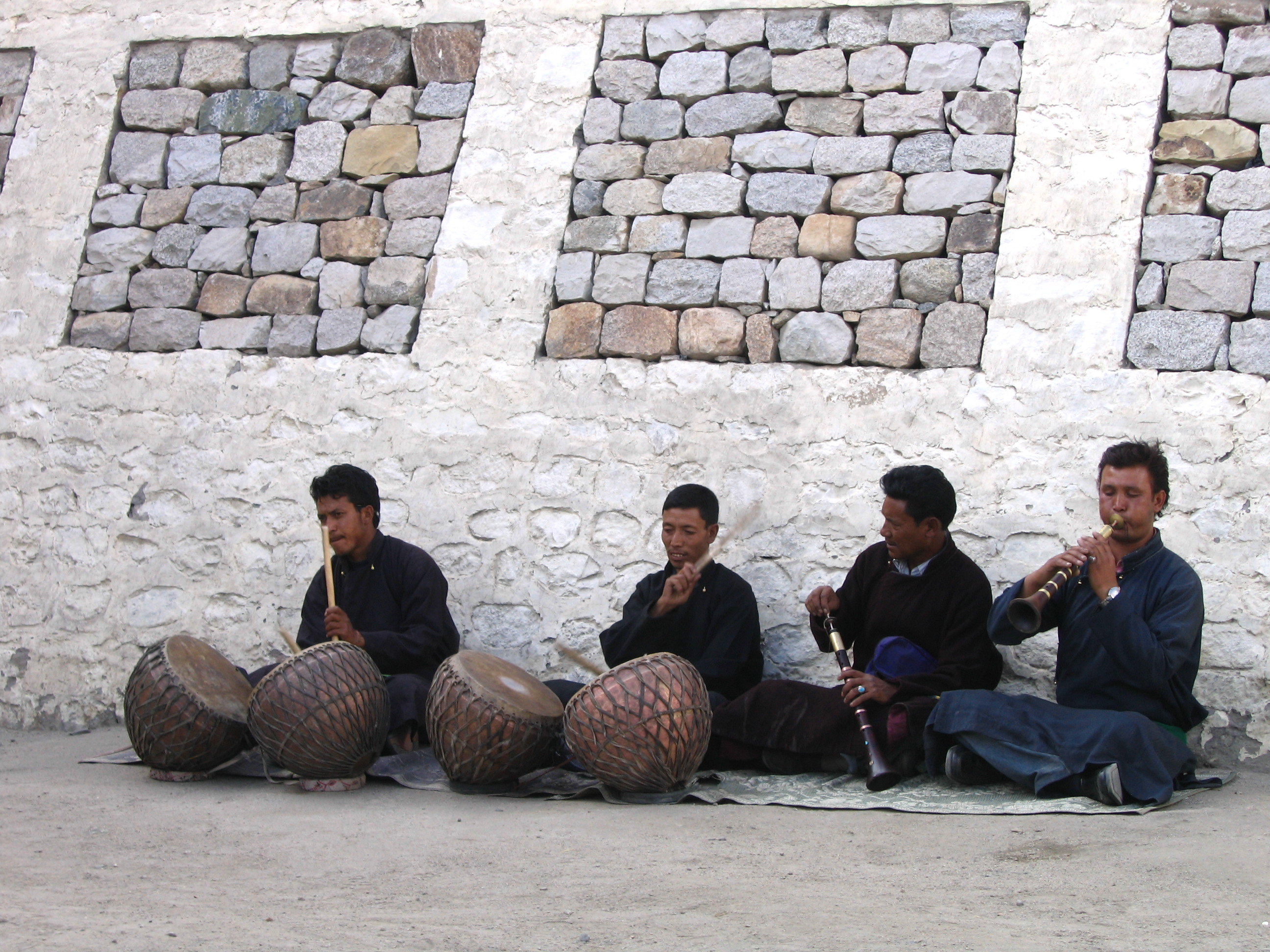
Muzikanten in Ladakh

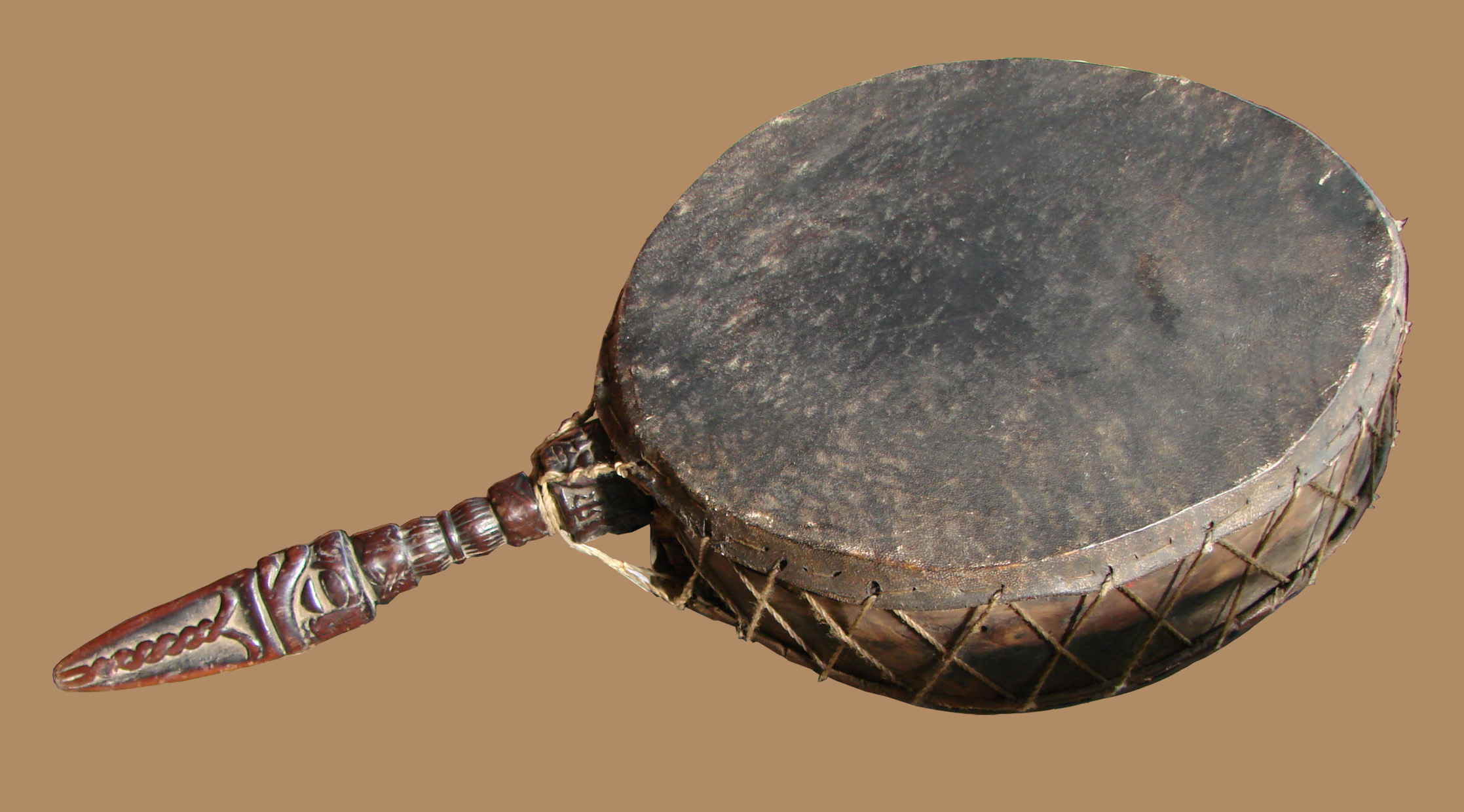
Tamboer

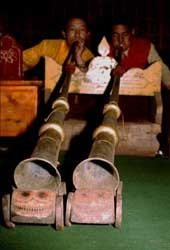
Dungchens, geliefd in Tibetaanse films

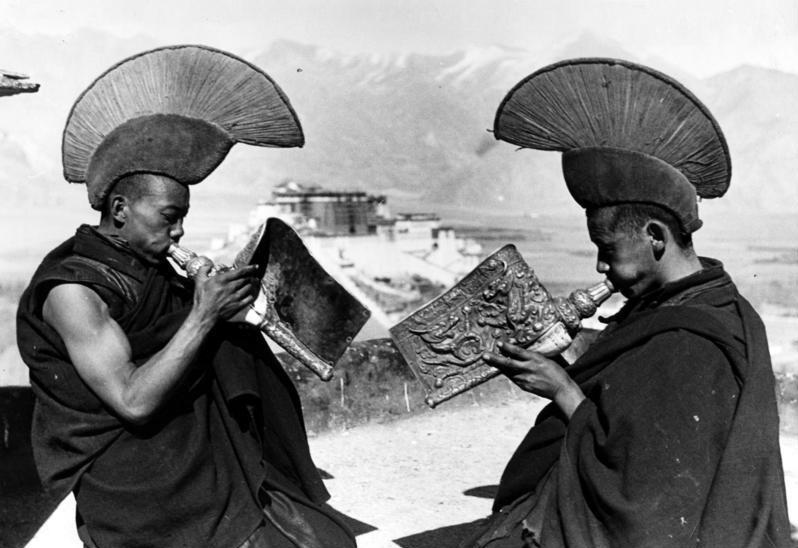
Soort schelptrompet

Er bestaan rond 70 instrumenten in Tibet, waaronder:
Idiofoons:
- rol mo of sbub-chal
- gsil snyan
- ding shag
- ding ling
- khar rnga
- gshang
- dril bu

Slaginstrumenten:
- ida mán
- chos rnga
- phyed rnga
- rnga
- damaru of thöd rnga

Snaarinstrumenten:
- dramyen of dra ngen
- rgyud mang
- sgra snyan of snyan-sgra
- pi wang, hor-chin of wang-pi

Blaasinstrumenten:
- ti gling
- rgya gling
- rkan dung
- glin bu
- rkang gling
- sor na
- dungkhar
- dungchen, dung, rag dun of dung-chen
- gyaling